# Maiquel Falcão
Maiquel José Falcão Gonçalves (ur. 8 marca 1981 w Pelotas, zm. 23 stycznia 2022 tamże) – brazylijski zawodnik mieszanych sztuk walki (MMA). Walczył dla takich organizacji jak UFC, Bellator MMA czy KSW. Zdobywca czarnego pasa w brazylijskim jiu-jitsu. Od 4 maja do 7 grudnia 2019 mistrz SBC w wadze półciężkiej.

## Kariera MMA
W mieszanych sztukach walki zadebiutował 24 kwietnia 2004, gdzie znokautował kolanami Guilherme Freitasa. 
20 listopada 2010 pokonał Geralda Harrisa na UFC 123. W 2012 roku, wygrał turniej wagi średniej organizacji Bellator MMA, pokonując m.in. w półfinale Rosjanina Wiaczesława Wasilewskiego. 
7 lutego 2013 zmierzył się o pas mistrzowski Bellatora z ówczesnym mistrzem Aleksandrem Szlemienko, lecz przegrał to starcie przed czasem.
Falcão pierwszą walkę w KSW odbył 17 maja 2014 podczas gali KSW 27, gdzie przegrał przed czasem z Mamedem Chalidowem przez poddanie na 8 sekund przed zakończeniem pierwszej rundy. 
31 października 2015 na gali KSW 32 w Londynie, znokautował Amerykanina Bretta Coopera w pierwszej rundzie, otrzymując bonus finansowy za nokaut wieczoru.
4 maja 2019 zdobył mistrzowski pas serbskiej federacji – Serbian Battle Championship w wadze półciężkiej, pokonując przez techniczny nokaut Igora Pokrajaca już w pierwszej rundzie. 7 grudnia 2019 przystąpił do pierwszej obrony pasa mistrzowskiego SBC. Na gali Serbian Battle Championship 25 stoczył rewanżowy pojedynek z Chorwatem, jednak tym razem lepszy się okazał Pokrajac, który pokonał Brazylijczyka mocnymi łokciami i ciosami w parterze. W związku z wygraną rywala pas zmienił właściciela.

## Śmierć
23 stycznia 2022 został wielokrotnie dźgnięty nożem w brzuch, przed lokalnym barem w Pelotas i w ciężkim stanie został przetransportowany do szpitala około godziny 3:00 nad ranem, gdzie zmarł z powodu odniesionych ran.

## Osiągnięcia

### Mieszane sztuki walki:
- 2012: Zwycięzca turnieju wagi średniej Bellator MMA w szóstym sezonie
- 2019: Mistrz SBC w wadze półciężkiej

### Brazylijskie jiu-jitsu
- Czarny pas

## Lista walk w MMA
| Wynik     | Bilans    | Przeciwnik (bilans przed walką)      | Rozstrzygnięcie                                 | Runda | Czas  | Rozgrywki                                       | Data       | Miejsce            | Uwagi                                                    |
| --------- | --------- | ------------------------------------ | ----------------------------------------------- | ----- | ----- | ----------------------------------------------- | ---------- | ------------------ | -------------------------------------------------------- |
| Przegrana | 40-20 (1) | Nemanja Uverić (10-5)                | TKO (ciosy pięściami)                           | 1     | 2:30  | Serbian Battle Championship 36: Revenge         | 16.10.2021 | Zrenjanin          | Walka w wadze półciężkiej.                               |
| Przegrana | 40-19 (1) | Siergiej Romanow (18-3)              | Poddanie (duszenie anakonda)                    | 1     | 3:10  | Krepost Fighting Championship                   | 14.12.2019 | Soczi              | Walka w wadze średniej.                                  |
| Przegrana | 40-18 (1) | Igor Pokrajac (28-14)                | TKO (ciosy pięściami)                           | 1     | 3:24  | Serbian Battle Championship 25                  | 07.12.2019 | Nowy Sad           | Stracił mistrzowski pas SBC w wadze półciężkiej.         |
| Przegrana | 40-17 (1) | Jewgienij Erokin (20-7)              | TKO (ciosy pięściami)                           | 1     | 1:06  | MFP: Parus Fight Championship                   | 03.11.2019 | Dubaj              |                                                          |
| Przegrana | 40-16 (1) | Muzaffar Radjabow (14-3)             | TKO (ciosy pięściami)                           | 2     | 0:33  | WTFKF: World Total Kombat Federation            | 08.09.2019 | Buchara            | Walka o pas mistrzowski WTKF w wadze półciężkiej.        |
| Wygrana   | 40-15 (1) | Igor Pokrajac (28-13)                | TKO (ciosy pięściami)                           | 1     | 4:55  | Serbian Battle Championship 21                  | 04.05.2019 | Odžaci             | Zdobył mistrzowski pas SBC w wadze półciężkiej.          |
| Przegrana | 39-15 (1) | Wagner Silva Gomes (7-7)             | Decyzja (niejednogłośna)                        | 3     | 5:00  | SFT: Standard Fighting Tournament 9             | 19.01.2019 | São Paulo          | Walka w umownym limicie.                                 |
| Przegrana | 39-14 (1) | Marcus Vinicius (9-2)                | KO (ciosy pięściami)                            | 2     | 1:46  | Jorge Velho Team: JVT Championship 14           | 08.12.2018 | Caxias do Sul      | Walka o pas mistrzowski JVT w wadze półciężkiej          |
| Przegrana | 39-13 (1) | Attila Végh (31-8-2)                 | Decyzja (jednogłośna)                           | 3     | 5:00  | Oktagon 10: Deák vs. Galloway                   | 17.11.2018 | Praga              |                                                          |
| Wygrana   | 39-12 (1) | Patrick Quadros (9-6)                | Decyzja (jednogłośna)                           | 2     | 2:55  | TAURA MMA: 5                                    | 09.09.2018 | Viamão             | Powrót do wagi półciężkiej.                              |
| Przegrana | 38-12 (1) | Ajub Gimbatow (8-1)                  | TKO (ciosy pięściami)                           | 1     | 4:12  | Fight Nights Global 78: Tsarev vs. Guseinov     | 04.11.2017 | Togliatti          | Walka w wadze średniej.                                  |
| Przegrana | 38-11 (1) | Strahinja Gavrilovic (6-4)           | TKO (przerwanie przez lekarza)                  | 2     | 5:00  | TKO 40                                          | 08.09.2017 | Montreal           | Walka w umownym limicie.                                 |
| Wygrana   | 38-10 (1) | Jose Rodrigo Guelke (19-13)          | Decyzja (jednogłośna)                           | 3     | 5:00  | Aspera Fighting Championship 55                 | 12.08.2017 | Maringa            | Walka w wadze ciężkiej.                                  |
| Przegrana | 37-10 (1) | Władimir Miniejew (8-1)              | TKO (ciosy pięściami)                           | 1     | 3:36  | Fight Nights Global 63: Alibekov vs. Khamitov   | 21.04.2017 | Władywostok        | Walka w umownym limicie.                                 |
| Wygrana   | 37-9 (1)  | Władimir Miniejew (8-0)              | Decyzja (większościowa)                         | 3     | 5:00  | Fight Nights Global 56: Falcão vs. Mineev       | 09.12.2016 | Władywostok        |                                                          |
| Wygrana   | 36-9 (1)  | Tyago Moreira (10-5)                 | Poddanie (duszenie gilotynowe)                  | 1     | 4:08  | Aspera Fighting Championship 43                 | 13.08.2016 | Paranaguá          |                                                          |
| Przegrana | 35-9 (1)  | Ramazan Emiejew (13-3)               | Poddanie (duszenie anakonda)                    | 1     | 2:50  | M-1 Challenge 65: Emeev vs. Falcão              | 08.04.2016 | Petersburg         | Walka o pas mistrzowski M-1 Global w wadze półciężkiej.  |
| Przegrana | 35-8 (1)  | Aziz Karaoglu (8-6)                  | TKO (ciosy pięściami)                           | 1     | 0:30  | KSW 33: Materla vs. Khalidov                    | 28.11.2015 | Kraków             |                                                          |
| Wygrana   | 35-7 (1)  | Brett Cooper (21-11)                 | KO (cios pięścią)                               | 1     | 0:59  | KSW 32: Road to Wembley                         | 31.10.2015 | Londyn             |                                                          |
| Wygrana   | 34-7 (1)  | Jesse Taylor (27-11)                 | Poddanie (duszenie gilotynowe)                  | 1     | 3:13  | Arena Tour 5: Falcao vs. Taylor                 | 18.04.2015 | Buenos Aires       |                                                          |
| Wygrana   | 33-7 (1)  | Artur Guseinow (14-4)                | Poddanie (duszenie zza pleców)                  | 2     | 1:49  | Battle of Stars 3                               | 06.12.2014 | Kaspijsk           |                                                          |
| Przegrana | 32-7 (1)  | Wiaczesław Wasilewski (23-2)         | TKO (ciosy pięściami)                           | 1     | 0:37  | Plotforma S-70: 5                               | 09.08.2014 | Soczi              |                                                          |
| Przegrana | 32-6 (1)  | Mamed Chalidow (28-4-2)              | Poddanie (dźwignia na staw łokciowy)            | 1     | 4:52  | KSW 27: Cage Time                               | 17.05.2014 | Gdańsk             |                                                          |
| Wygrana   | 32-5 (1)  | Dibir Zagirow (13-2)                 | Poddanie (duszenie gilotynowe)                  | 2     | 3:27  | Oplot Challenge 100                             | 15.02.2014 | Charków            |                                                          |
| Przegrana | 31-5 (1)  | Aleksandr Szlemienko (47-7)          | KO (ciosy pięściami)                            | 2     | 2:18  | Bellator 88                                     | 07.02.2013 | Duluth             | Walka o pas mistrzowski Bellator w wadze średniej.       |
| Wygrana   | 31-4 (1)  | Andreas Spang (8-1)                  | Decyzja (jednogłośna)                           | 3     | 5:00  | Bellator 69                                     | 18.05.2012 | Lake Charles       | Finał szóstego turnieju Bellator w wadze średniej.       |
| Wygrana   | 30-4 (1)  | Wiaczesław Wasilewski (17-1)         | Decyzja (jednogłośna)                           | 3     | 5:00  | Bellator 66                                     | 20.04.2012 | Cleveland          | Półfinał szóstego turnieju Bellator w wadze średniej.    |
| Wygrana   | 29-4 (1)  | Norman Paraisy (10-1-1)              | Decyzja (jednogłośna)                           | 3     | 5:00  | Bellator 61                                     | 16.03.2012 | Bossier City       | Ćwierćfinał szóstego turnieju Bellator w wadze średniej. |
| Wygrana   | 28-4 (1)  | Douglas del Rio (7-3)                | TKO (ciosy pięściami)                           | 1     | 1:15  | Apocalypse FC 1                                 | 08.10.2011 | Passo Fundo        |                                                          |
| Przegrana | 27-4 (1)  | Antônio Braga Neto (6-1)             | Poddanie (klucz na rękę)                        | 2     | 4:26  | Amazon Forest Combat 1                          | 14.09.2011 | Manaus             |                                                          |
| Wygrana   | 27-3 (1)  | Julio Cesar Bilik (10-9)             | TKO (ciosy pięściami)                           | 1     | 0:28  | Centurion MMA 2                                 | 09.07.2011 | Itajaí             |                                                          |
| Wygrana   | 26-3 (1)  | Gerald Harris (17-2)                 | Decyzja (jednogłośna)                           | 3     | 5:00  | UFC 123                                         | 20.11.2010 | Auburn Hills       |                                                          |
| Wygrana   | 25-3 (1)  | Wendres Carlos da Silva (4-3)        | TKO (ciosy pięściami)                           | 1     | N/A   | Arena Gold Fights 2                             | 17.07.2010 | Kurytyba           |                                                          |
| Wygrana   | 24-3 (1)  | Daniel Ludtke (5-6)                  | TKO (kolano i ciosy pięściami)                  | 1     | 0:52  | Match Point Sports Aquafit Fight Championship 2 | 09.10.2009 | Pelotas            |                                                          |
| Wygrana   | 23-3 (1)  | Ricardo Silva (7-2)                  | TKO (przerwanie przez lekarza)                  | 1     | 0:12  | Blackout FC 3                                   | 05.09.2009 | Balneário Camboriú |                                                          |
| Wygrana   | 22-3 (1)  | Arimarcel Santos (17-13)             | TKO (ciosy pięściami)                           | 1     | 2:26  | WFC: Pozil Challenge                            | 01.08.2009 | Gramado            |                                                          |
| Wygrana   | 21-3 (1)  | Eli Reger (4-5)                      | Poddanie (duszenie zza pleców)                  | 1     | 2:29  | Nitrix Show Fight 2                             | 16.05.2009 | Joinville          |                                                          |
| Wygrana   | 20-3 (1)  | Allan Froes (6-3)                    | TKO (ciosy pięściami)                           | 1     | 2:15  | Golden Fighters 1                               | 18.04.2009 | Novo Hamburgo      |                                                          |
| Wygrana   | 19-3 (1)  | Nelson Martins (2-0)                 | KO (ciosy pięściami)                            | 1     | N/A   | Floripa Fight 5                                 | 07.03.2009 | Florianopolis      |                                                          |
| Przegrana | 18-3 (1)  | Daniel Ludtke (4-6)                  | TKO (ciosy pięściami)                           | 1     | 1:12  | Clube da Luta 1                                 | 21.12.2008 | Novo Hamburgo      |                                                          |
| Wygrana   | 18-2 (1)  | Romulo Nascimento (0-0)              | KO (ciosy pięściami)                            | 1     | 2:10  | Paranagua Fight 2                               | 05.09.2008 | Paranaguá          |                                                          |
| Wygrana   | 17-2 (1)  | Rodrigo Freitas (1-1)                | TKO (ciosy pięściami)                           | 2     | 2:24  | Predador FC 11                                  | 07.06.2008 | Brazylia           |                                                          |
| Wygrana   | 16-2 (1)  | Edson Franca (6-1)                   | TKO (odklepanie w matę przez rywala po ciosach) | 2     | N/A   | Predador FC 10: Kamae                           | 26.04.2008 | São Paulo          |                                                          |
| Wygrana   | 15-2 (1)  | Josue Verde (3-0)                    | TKO (ciosy pięściami)                           | 1     | 1:40  | Floripa Fight 4                                 | 29.03.2008 | Florianopolis      |                                                          |
| Przegrana | 14-2 (1)  | Fábio Maldonado (8-3)                | TKO (ciosy pięściami)                           | 2     | 2:00  | Predador FC 9: Welterweight Grand Prix          | 15.03.2008 | São Paulo          |                                                          |
| Nieodbyta | 14-1 (1)  | Fabiano Scherner (6-4)               | No contest                                      | 1     | N/A   | Desafio: Fight Show                             | 08.12.2007 | Brazylia           |                                                          |
| Wygrana   | 14-1      | Reinaldo Samurai (0-0)               | KO (cios pięścią)                               | 1     | 3:00  | Bage Open Fight                                 | 10.11.2007 | Bagé               |                                                          |
| Wygrana   | 13-1      | Daniel Barbosa (1-0)                 | KO (kolano i ciosy pięściami)                   | 1     | 1:40  | Desafio: Fight Show                             | 08.09.2007 | Pelotas            |                                                          |
| Wygrana   | 12-1      | Alex Moura (0-0)                     | TKO (ciosy pięściami)                           | 1     | 2:00  | Full Fight: Open Vale Tudo                      | 11.08.2007 | Brazylia           |                                                          |
| Wygrana   | 11-1      | Lucio Aguiar (0-1)                   | KO (ciosy pięściami)                            | 1     | N/A   | Storm Samurai                                   | 28.07.2007 | Pelotas            |                                                          |
| Wygrana   | 10-1      | Leandro Gordo (5-0)                  | KO (ciosy pięściami)                            | 1     | 0:15  | Desafio: Fight Show                             | 23.06.2007 | Florianopolis      |                                                          |
| Wygrana   | 9-1       | Laerte Costa Silva de Oliveira (1-1) | TKO (odklepanie w matę przez rywala po ciosach) | 1     | 4:30  | G1: Open Fight 3                                | 19.05.2007 | Kurytyba           |                                                          |
| Przegrana | 8-1       | Fábio Maldonado (5-2)                | TKO (ciosy pięściami i łokcie)                  | 3     | 0:46  | Mariliense MMA Circuit 1                        | 18.05.2007 | São Paulo          |                                                          |
| Wygrana   | 8-0       | Felipe Miranda (3-1)                 | KO (cios pięścią)                               | 1     | 2:00  | Super Fight                                     | 11.04.2007 | Pelotas            |                                                          |
| Wygrana   | 7-0       | Silverio Bueno (0-0)                 | KO (ciosy pięściami)                            | 1     | 0:42  | Paranaguá Fight 1                               | 24.03.2007 | Paranaguá          |                                                          |
| Wygrana   | 6-0       | Claudio Mattos (4-1)                 | KO (ciosy pięściami)                            | 1     | 2:00  | Tsunamy 4                                       | 07.10.2006 | Pelotas            |                                                          |
| Wygrana   | 5-0       | Rogerio Farias (0-3)                 | KO (kolana i ciosy pięściami)                   | 1     | 4:00  | Coliseu Fight                                   | 08.07.2006 | Pelotas            |                                                          |
| Wygrana   | 4-0       | Anderson Brito (1-1)                 | KO (cios pięścią)                               | 1     | 4:00  | Tsunamy 3                                       | 09.04.2005 | Pelotas            |                                                          |
| Wygrana   | 3-0       | Josimar Lira Rodrigues (0-0)         | Decyzja (jednogłośna)                           | 1     | 15:00 | Tsunamy 2                                       | 11.12.2014 | Pelotas            |                                                          |
| Wygrana   | 2-0       | Andre Rocha (0-0)                    | TKO (ciosy pięściami)                           | 1     | 4:00  | Camaqua Open Vale Tudo                          | 21.11.2004 | Camaquã            |                                                          |
| Wygrana   | 1-0       | Guilherme Freitas (0-0)              | KO (kolana)                                     | 1     | 3:30  | Piratini Fight                                  | 24.04.2014 | Piratini           |                                                          |